# نایت-سویفت
نایت-سویفت (انگلیسی: Knight-Swift) شرکت خودروسازی آمریکایی است، که در سال ۱۹۹۰ تأسیس شد.